# Boomeekhoorns

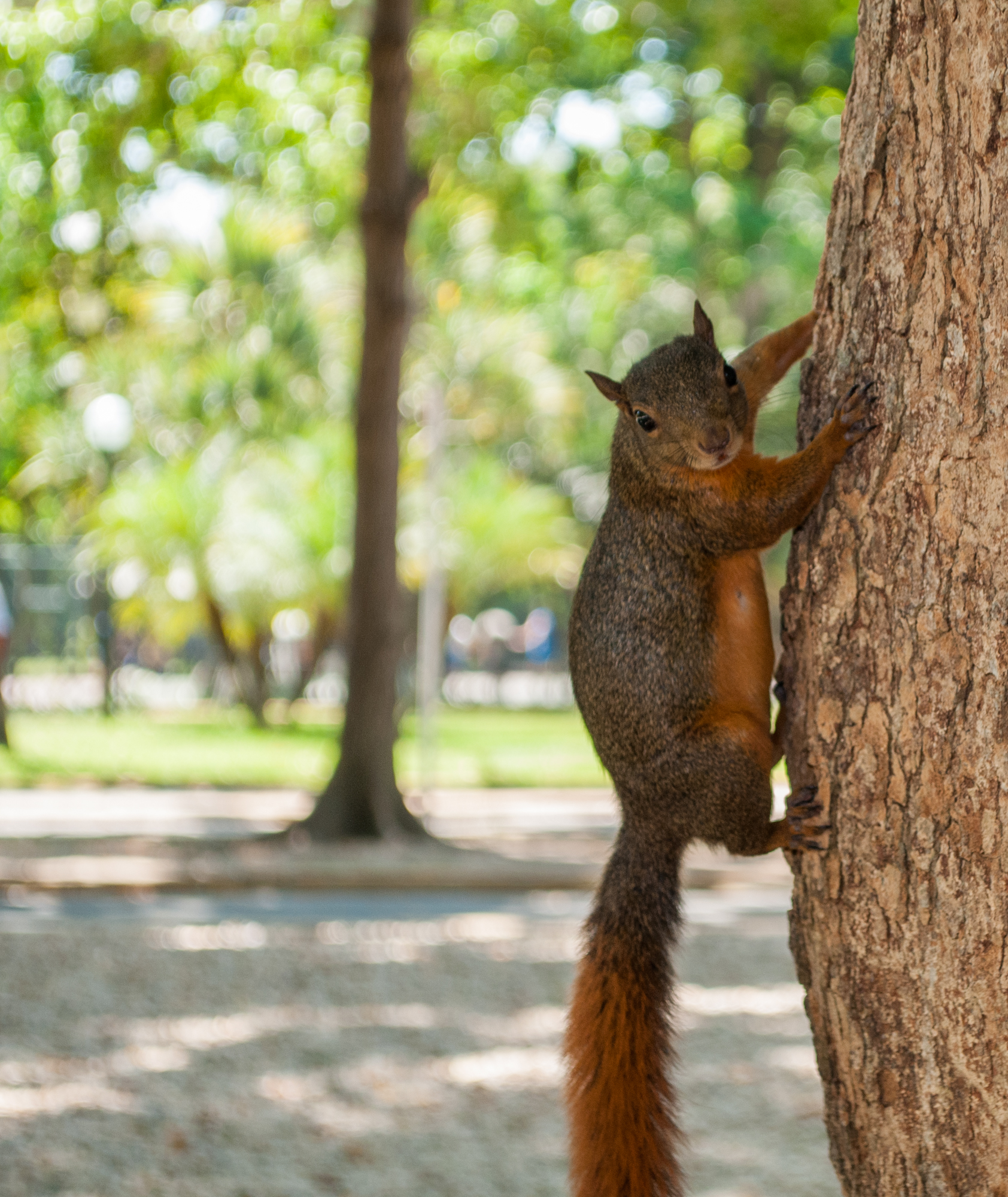
Roodstaarteekhoorn (Sciurus granatensis)

De boomeekhoorns (Sciurus) zijn een geslacht van knaagdieren uit de familie van de eekhoorns (Sciuridae). De wetenschappelijke naam van het geslacht werd in 1758 gepubliceerd door Carl Linnaeus.

## Kenmerken
Soorten uit dit geslacht hebben een lange, ruige staart, die bijna even lang is als het lichaam. De lichaamslengte varieert van 15 tot 45 cm.

## Leefwijze
Deze dieren zijn bijzonder vaardige klimmers, die moeiteloos de takken oplopen en probleemloos van tak naar tak springen. Ze voeden zich met zaden van coniferen, eikels, beukennootjes, bessen en vruchten, maar ook insecten, weekdieren, vogeleieren en jonge vogels staan op het menu.

## Verspreiding en leefgebied
Alle boomeekhoorns leven in bosgebieden. Van de 28 soorten leven slechts drie soorten boomeekhoorns van oorsprong in de Oude Wereld, de overige soorten zijn afkomstig van het Amerikaanse continent. De grijze eekhoorn uit Noord-Amerika is in Europa ingevoerd.

## Soorten
Er worden 29 soorten in dit geslacht geplaatst:
- Sciurus aberti Woodhouse, 1853 – Witstaarteekhoorn
- Sciurus aestuans Linnaeus, 1766 – Braziliaanse eekhoorn
- Sciurus alleni Nelson, 1898
- Sciurus anomalus Gmelin, 1778 – Kaukasuseekhoorn
- Sciurus arizonensis Coues, 1867 – Arizona-eekhoorn
- Sciurus aureogaster F. Cuvier, 1829
- Sciurus brasiliensis Gmelin, 1788
- Sciurus carolinensis Gmelin, 1788 – Grijze eekhoorn
- Sciurus colliaei Richardson, 1839
- Sciurus deppei Peters, 1863
- Sciurus granatensis Humboldt, 1811 – Roodstaartboomeekhoorn
- Sciurus griseus Ord, 1818 – Westelijke grijze eekhoorn
- Sciurus ignitus (Gray, 1867)
- Sciurus igniventris Wagner, 1842 – Peruaanse witnekeekhoorn
- Sciurus lis Temminck, 1844 – Japanse eekhoorn
- Sciurus meridionalis Lucifero, 1907
- Sciurus nayaritensis J.A. Allen, 1890
- Sciurus nebouxii I. Geoffroy, 1855
- Sciurus niger Linnaeus, 1758 – Zwarte eekhoorn
- Sciurus oculatus Peters, 1863
- Sciurus pachecoi Voss, Fleck, & Giarla, 2024
- Sciurus pucheranii (Fitzinger, 1867)
- Sciurus pyrrhinus Thomas, 1898
- Sciurus richmondi Nelson, 1898
- Sciurus spadiceus Olfers, 1818
- Sciurus stramineus Eydoux & Souleyet, 1841
- Sciurus variegatoides Ogilby, 1839 – Grote gevlekte boomeekhoorn
- Sciurus vulgaris Linnaeus, 1758 – Eekhoorn
- Sciurus yucatanensis J.A. Allen, 1877